# 츠바키 이즈미
츠바키 이즈미(일본어: 椿 いづみ 쓰바키 이즈미[*], 12월 11일~)는 일본 사이타마현 출신의 여성 만화가이다.
2002년, "하나토유메" 그 해 17호 (하쿠센샤)에 게재된 "줄여서 디스턴스"로 데뷔했다. 쌍둥이 여동생인 코가 요시키도 만화가로, "소녀 코믹" (쇼가쿠칸)의 작가진의 일원이다.
초・중・고등학교의 교원 면허를 가지고 있다.
개그를 집어 넣은 코메디 작품이 많다.

## 작품 리스트

### 만화
- "줄여서 디스턴스" (단편), 2002년, 하나토유메.
- "손끝에서 로맨스", 2003년 - 2007년 연재, 하나토유메.
- "본좌 티처", 2007년 - 연재 중, 하나토유메.
- "월간순정 노자키 군", 2011년 - 연재 중, 간간 ONLINE.

※처녀작 "줄여서 디스턴스"에 한정해서, 단행본은 간행되지 않는다.

### 일러스트
- "도검난무-ONLINE-앤솔로지ー코믹 ~도검남사 막간극", 2015년 8월 27일 발매, 스퀘어 에닉스.